# Альмабтриб
Альмабтриб (нем. Almabtrieb, дословно — возвращение с горных пастбищ) — ежегодное событие в альпийском регионе Европы, связанное с отгоном скота с летних пастбищ.

## История
В течение лета скот выпасается на альпийских лугах высоко в горах. Общее число голов крупного рогатого скота достигает 500 тысяч в Австрии и 50 тысяч в Германии.
Осенью пастухи отгоняют скот обратно в их стойла в долине. В том случае, если летом не было особых происшествий на летних пастбищах, во многих районах коров искусно украшают и шеренги коров входят в деревни и города под музыку и танцы местных жителей.
Во многих местах этот альпийский обычай превратился в одно из зрелищных событий, привлекающих туристов. Также Альмабтриб используется для продвижения местной продукции и пивоварен.
Обычно Альмабтриб празднуется в середине сентября.
Весной, когда стада направляются в горы, имеет место Альмауфтриб (Almauftrieb), который никогда не празднуется.